# Madurai
Madurai pronunciationⓘ (tiếng Tamil: மதுரை, /mɐd̪ɯrəj/) là một thành phố và là một hội đồng thành phố với dân số ít hơn 900.000 dân. Thành phố tọa lạc bên bờ của sông Vaigai ở quận Madurai của bang Tamil Nadu.
Madurai có di sản văn hóa có niên đại 2500 năm và đã là một trung tâm thương mại quan trọng năm 550 Công nguyên. Madurai là kinh đô của các vua Pandya của Nam Ấn Độ. Ngày nay, thành phố Madurai là thủ phủ hành chính của quận Madurai.